# 노태현
노태현(盧太鉉, 1993년 10월 15일~)은 대한민국의 가수이자 뮤지컬배우로 과거 대한민국의 보이그룹 핫샷의 멤버였다.
2014년 10월 31일 핫샷의 멤버로 데뷔했으며, 당시에는 KID MONSTER라는 예명을 사용하였다. 2017년 《PRODUCE 101 시즌 2》에 참가하였으나, 최종 25위로 파이널 진출에는 실패했다. 2017년 9월, 《PRODUCE 101 시즌 2》의 참가자였던 타카다 켄타, 김상균, 김용국, 권현빈, 김동한과 함께 프로젝트 보이그룹 JBJ로도 데뷔하였다.
2019년 1월 24일 첫번째 미니앨범 《biRTHday》으로 데뷔 첫 솔로 앨범을 발매했다. 이후 연기에도 도전하여, 구구단 김나영 등과 함께 뮤지컬 "메피스토"에 출연했다.
같은 팀 멤버 고호정과 김티모테오의 KBS 아이돌 리부팅 프로젝트 더 유닛 출전을 주선해 주기도 했다.

## 학력
- 한국예술고등학교 음악과

## 출연 작품

### 텔레비전 프로그램
- 2017년 Mnet 《PRODUCE 101 시즌 2》 - 참가자
- 2017년 Mnet 《잘봐줘 JBJ》 - 출연자
- 2022년 Mnet 《비 엠비셔스》 - 참가자

### 뮤지컬
- 2019년 《메피스토》 - 메피스토 역(2019. 5. 25.~2019. 7. 28. 광림아트센터 BBCH홀)
- 2019년 《아이언 마스크》 - 루이/필립 역(2019. 11. 23.~2020. 1. 26. 광림아트센터 BBCH홀)
- 2021년 《창업》 - 이방원 역(2021. 8. 27.~2022. 1. 30. 대학로SH아트홀)

### 연극
- 2022년 《비클래스》 - 이수현 역[2022. 2. 25.~2022. 5. 15. 브릭스 씨어터(구. 콘텐츠그라운드)]